# Phacelia
Phacelia (sinonim Eutoca) este un gen din familia Boraginaceae care cuprinde circa 150 de specii de plante originare din vestul Americii de Nord (majoritatea), estul Statelor Unite și sudul Americii.
Multe specii sunt cultivate ca plante de grădină. Plantele din genul Phacelia sunt plante melifere foarte productive, putându-se obține până la 600–1000 kg de miere la hectar în funcție de agrotehnica aplicată și de condițiile de mediu.